# Ruapehu District
Der Ruapehu District ist eine zur Region Manawatū-Whanganui gehörende Verwaltungseinheit in Neuseeland. Der Rat des Distrikts, Ruapehu District Council (Distriktrat) genannt, hat seinen Sitz in der Stadt Taumarunui, ebenso wie die Verwaltung des Distrikts.

## Geographie

### Geographische Lage
Der Distrikt stellt mit 6734 km² reiner Landfläche den größten Distrikt in der Region Manawatū-Whanganui dar. Mit 11.844 im Jahr 2013 gezählten Einwohnern kommt der Distrikt auf eine Bevölkerungsdichte von 1,8 Einwohner pro km² und ist damit der Distrikt mit der geringsten Bevölkerungsdichte auf der Nordinsel.
Im Westen des Ruapehu District schließen sich die Distrikte New Plymouth und Stratford an, die beide zur Region Taranaki gehören. Im Norden liegt der Waitomo District, der ebenso wie der nordöstlich liegende Taupō District zur Region Waikato gehört und südlich grenzen die Distrikte Whanganui und Rangitikei an, wobei letzterer den Ruapehu District bis nach Osten und ein kleines Stückchen nach Nordosten hin umschließt.
Zu dem Distrikt gehören der Whanganui National Park, der sich im Südwesten des Distrikts befindet und ein Teil des Tongariro National Park mit den Vulkanen Mount Ruapehu, Mount Ngauruhoe und Mount Tongariro, von denen jeweils die östlichen Seiten zum Taupō District gehören. Der östliche Teil des Distriktes zählt zum Volcanic Plateau. In seinem Gebiet beginnt die nach Norden verlaufende Taupō Volcanic Zone.
Die größten Orte des Distrikts sind Taumarunui mit rund 5100 Einwohnern, gefolgt von Ohakune mit rund 1100 und Raetihi mit rund 1000 Einwohnern.

### Klima
Die mittleren Tagestemperaturen liegen im Sommer zwischen 18 und 22 °C und im Winter zwischen 4 und unter 0 °C je nach Höhenlage. Die Sonnenscheindauer beträgt zwischen 1800 und unter 1700 Stunden pro Jahr, wobei die Niederschläge zwischen 1000 mm Niederschlag pro Jahr im äußersten Süden des Distriktes bis über 2000 mm in den Bergregionen und im Einzugsbereich der Vulkane variieren.

## Bevölkerung

### Bevölkerungsentwicklung
Von den 11.844 Einwohnern des Distrikts waren 2013 4824 Einwohner Māori-stämmig (40,7 %). Damit lebten 0,8 % der Māori-Bevölkerung des Landes im Ruapehu District. Das durchschnittliche Einkommen in der Bevölkerung lag 2013 bei 24.100 NZ$ gegenüber 28.500 NZ$ im Landesdurchschnitt.

### Herkunft und Sprachen
Die Frage nach der Zugehörigkeit einer ethnischen Gruppe beantworteten in der Volkszählung 2013 69,5 % mit Europäer zu sein, 42,5 % gaben an, Māori-Wurzeln zu haben, 2,3 % kamen von den Inseln des pazifischen Raums und 2,9 % stammten aus Asien (Mehrfachnennungen waren möglich). 9,2 % der Bevölkerung gab an in Übersee geboren zu sein und 11,2 % der Bevölkerung sprachen Māori, bei den Māori 25,2 %.

## Politik

### Verwaltung
Der Ruapehu District ist seinerseits noch einmal in vier Wards eingeteilt, dem Raumarunui Ward mit fünf Councillors (Ratsmitgliedern), dem Waimarino-Waiouru Ward mit vier und dem National Park Ward und Ohura Ward mit jeweils einem Councillor. Zusammen mit dem Mayor (Bürgermeister) bilden sie den District Council (Distriktsrat). Der Bürgermeister und die elf Ratsmitglieder werden alle drei Jahre neu gewählt.

## Wirtschaft
Der Distrikt lebt von der Landwirtschaft und von der Viehzucht. In den Wintermonaten kommt im Einzugsbereich der Vulkane der Ski-Tourismus hinzu.

## Infrastruktur

### Straßenverkehr
Verkehrstechnisch angeschlossen ist der Distrikt durch den New Zealand State Highway 1, der den Distrikt im östlichen Teil durchquert und den State Highway 4, der in der Mitte in Nord-Süd-Richtung verläuft. Die State Highways 41, 43, 47, 48 und 49 erschließen weitere Teile des Distrikts.

### Schienenverkehr
Durch den Ruapehu District führt auch der North Island Main Trunk Railway, der von Auckland kommend über Taumarunui bis nach Wellington reicht.